# Cyril Baselios Malancharuvil

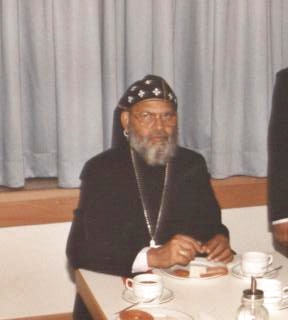
Erzbischof Cyril Mar Baselios während eines Deutschlandbesuchs, 1996

Cyril Mar Baselios Malancharuvil (* 16. August 1935 in Pandalam, Distrikt Pathanamthitta, Kerala, Indien; † 18. Januar 2007 in Thiruvananthapuram, Kerala, Indien) war Großerzbischof von Trivandrum und Oberhaupt der mit Rom unierten Syro-malankarischen Kirche.
Cyril Baselios Malancharuvil war Angehöriger des Ordens von der Nachfolge Christi (O.I.C.). Er empfing am 4. Oktober 1960 die Priesterweihe. 1978 wurde er Bischof der neu gegründeten Eparchie Battery in Indien, einem Suffraganbistum der Erzeparchie Tiruvalla. Die Bischofsweihe spendete ihm am 28. Dezember 1978 der Erzbischof von Trivandrum, Benedict Varghese Gregorios Thangalathil OIC; Mitkonsekratoren waren Eustathe Joseph Mounayer, syrisch-katholischer Erzbischof von Damaskus, und Paulos Philoxinos Ayyamkulangara, Weihbischof in der Erzeparchie Trivandrum. 1995 wurde Cyril Baselios Malancharuvil zum Erzbischof von Trivandrum (Sitz in Thiruvananthapuram) ernannt und 2005 zum Großerzbischof erhoben.
Cyril Baselios Malancharuvil war von 1995 bis zu seinem Tode Oberhaupt der mit Rom unierten Syro-malankarischen Kirche.
Er starb in Thiruvananthapuram an den Folgen eines Nierenleidens.